# Миссия Огнезвёзда (Коты-Воители)
«Миссия Огнезвёзда» — специальное издание о котах-воителях. Она не входит ни в какую серию. Книга была издана в августе 2007 года.

## Концепция и развитие
Об Огнезвезде рассказывали первые шесть книг, но для более поздних циклов «Новое пророчество» и «Сила трех» были выбраны другие кошки. Огнезвёзд был выбран для повествования специального выпуска. Черит Болдри написала «Миссия Огнезвезда», а Гэри Чок иллюстрировал книгу. Эрин Хантер сказала, что роман был шансом исследовать старые территории, которые остались позади в цикле «Новое пророчество».
Для продвижения книги накануне её выпуска был опубликован отрывок на официальном сайте серии. Также были использовано упоминание в AuthorTracker, манге, чатах авторов.

## Задний план
Все романы серии перечислены как написанные Эрин Хантер. Эрин Хантер — это псевдоним четырёх человек: Викторит Холмс, которая создает сюжетные линии и редактирует, Кейт Кэри, Черит Болдри и Туи Сазерленд, которые пишут книги по очереди. Хронологически действия книги происходит между первыми двумя сериями — после событий книги «Битва за лес» и до книги «Полночь».
После публикации романа Холмс (редактор серии) подтвердила возможность снова увидеть Небесное племя в последующих книгах.
Небесное племя появилось в дальнейших книгах основной сюжетной линии, в специальном издании и манге.

## Сюжет

#### Искупление
Огнезвёзду начинают сниться странные сны с незнакомым котом. Синяя Звезда рассказывает Огнезвёзду о Небесном племени, когда он посещает Лунный Камень в поисках ответов. Ему предстоит отыскать и возродить Небесное племя, некогда жившее рядом с другими четырьмя. Он отправляется с Песчаной Бурей за границы племен и долго путешествует с ней по незнакомым землям.
Скоро путники находят предположительный лагерь Небесного племени: ущелье с пещерами в стенах. Коты осматривают пещеры, которые когда-то служили палатками для воителей, а потом встречают озорных домашних котят, которые принимают их за кого-то другого и издеваются над ними. Огнезвёзд с Песчаной Бурей исследуют территорию, знакомятся с местными бродягами. Вдвоём они подкарауливают шаловливых котят и отчитывают их, а затем рассказывают, что они здесь делают.
Выясняется, что Вишенка и Борис умеют высоко прыгать, как Небесные коты. По всей видимости, котята — потомки Небесного племени.
Путешественники узнают о некоем Лунатике, который что-то знает про воителей. Они начинают его искать, и скоро Песчаная Буря находит его след, который приводит их к Лунатику, который действительно оказывается потомком Небесных котов. Огнезвёзд и Песчаная Буря подкарауливают его в полнолуние и обо всём расспрашивают. Песчаная Буря охотится для старика. Она жалеет его и теперь уже сама убеждает Огнезвёзда не уходить, а восстановить рассеянное по свету племя. Кошка предлагает пригласить в новое племя знакомых домашних котят, Бориса и Вишенку, задиравших Небосклона, как на самом деле звали Лунатика. Она учит Бориса охотиться и попутно рассказывает о воителях.

#### Возрождение
Песчаная Буря и Огнезвёзд помогают незнакомой королеве защитить её котят от лисы, а потом рассказывают ей и бродяге Шраму о Небесном племени. Королева Кашка решает вступить в возрождённое племя, но Песчаную Бурю злит, что Кашка ничего не делает и ждёт, что её будут всячески оберегать. Воительница спорит со Шрамом, когда тот хочет поесть первым. После смерти Небосклона Огнезвёзд и Песчаная Буря проводят бессонную ночь над его телом.
Вишенка и Борис отводят Огнезвёзда в дом Шмелика. Кот соглашается прийти на собрание Небесного племени, а позже вступает в него.
Однажды на патруль нападают крысы, живущие в амбаре неподалёку. Небесное племя начинает готовиться к борьбе с ними, и Песчаная Буря распределяет тренировочные патрули. Когда Огнезвёзд находит Воркотунью, будущую целительницу племени, Песчаная Буря знакомит её с основными травами, продолжая следить за состоянием раненного крысами Чернобока. Вскоре крысы нападают на Небесный лагерь, но позже отступают, как будто бы их нападение служило только для устрашения. Выясняется, что прошлое Небесное племя распалось именно из-за грызунов, чьи постоянные набеги довели воителей до крайней точки. Крысиный вожак умеет разговаривать по-кошачьи и ясно даёт котам понять, что не собирается терпеть здесь новых воителей.
Огнезвёзд решает дать крысам бой. Патруль пробирается на территорию крыс, но оказывается запертым в тесном помещении. Коты с трудом спасаются из амбара, но один из воинов, Ливень, погибает в бою, а Огнезвёзд теряет жизнь. Во дворе, окружённые крысами, коты не знают, что делать, пока Огнезвёзд не вычисляет в их стае вожака, раздающего приказы, и не убивает его. Остатки крыс разбегаются.
Эхо, бывшей Воркотунье, является знак, что Листвянка должна стать предводительницей племени. Огнезвёзд, Эхо и Листвянка отправляются к Звёздной скале, где кошка получает дар девяти жизней и становится Листвяной Звездой. Она избирает глашатаем Остроглаза, бывшего Шрама, а Огнезвёзд уходит домой, в Грозовое племя.
Через три луны после возвращения в Грозовое племя у Песчаной Бури рождаются две дочери: Белочка и Листвичка. Листвичке имя дали в честь новой предводительницы Небесного племени Листвяной Звезды и в честь Пестролистой, помогавшей путешественникам советами.

## Издание в России
В России книга вышла в 2007 году под названием «Послание». Она была значительно сокращена, часть сцен из неё убрали. Затем она была переиздана в полном объёме, но при этом разбита на две книги: «Миссия Огнезвезда. Искупление» и «Миссия Огнезвезда. Возрождение»

## Тематика
В электронном письме Виктория Холмс говорит, что одна из основных тем «Миссия Огнезвёзда» заключается в том, что «две кошки искренне разрываются, следуя кодексу и делают то, что они считают правильным для себя». В книге Огнезвезду предлагается найти и восстановить Небесное племя, которое описывается Холмс так, «это выведет его далеко за пределы кодекса воина и всего, во что он верит». В обзоре отмечается, что «темы веры и ответственности придают ему глубину», а также добавлено: «Очень приятно наблюдать, как Огнезвезд и Песчаная Буря собирают разношерстную группу кошек в настоящее племя».

## История публикации
HarperCollins опубликовал издание книги в твердом переплете и выпустило его 21 августа 2007 года. Книга вышла тиражом 150 000 экземпляров. После релиза Эрин Хантер отправилась в тур, чтобы поговорить с фанатами о новой книге. HarperTrophy, подразделение HarperCollins, выпустило книгу версию в мягкой обложке 13 мая 2008 года. В Россия перевод книги публиковался дважды, в 2007 году в сокращённом варианте под названием «Послание» и в 2012 в полном.. Немецкая версия книги также выпущена в твердом переплете и в аудиокниге. США, Великобритания, и Канада имеют английские версии книги. Канада выпустила книгу 9 августа 2007 года. Книга также вошла во многие списки бестселлеров, включая список бестселлеров New York Times.

## Аннотация

#### Искупление
«Почти каждую ночь Огнезвёзду, предводителю Грозового племени, во сне являются неизвестные коты и молят о помощи. Огнезвёзд в смятении, никто не может помочь ему разгадать смысл их послания. Постепенно он узнаёт, что много-много лун назад в этих местах обитали пять племён диких котов, но одно из них, Небесное, отправилось в изгнание. И теперь Огнезвёзд должен искупить вину предков, разыскать котов-изгнанников и попытаться возродить Небесное племя во славу его предков. Огнезвёзд и Песчаная Буря отправляются в долгое и опасное путешествие…»

#### Возрождение
«Принимая решение о том, что это его долг — возродить изгнанное с родных земель Небесное племя, Огнезвёзд не мог предположить, что задача окажется такой трудной. Находя среди не желающих подчиняться никакому Воинскому закону бродяг, одиночек и домашних любимцев всё новых и новых потомков Небесных котов, Огнезвёзд и Песчаная Буря приходят к выводу, что у возрожденного Небесного племени должен быть свой предводитель и целитель. Огнезвёзду не дает покоя вопрос, что же заставило Небесных котов покинуть и эти места. А ещё за ним постоянно следит чей-то злобный неумолимый взгляд…»

## Персонажи
Главные персонажи:
- Огнезвёзд, Песчаная Буря.

Второстепенные персонажи:
- Прошлые племена:
  - Алозвёзд, Пустельга, Быстрозвёзд, Хохлатка, Берёзовая Звезда, Рассветная Звезда, Тучезвёзд, Летунья, Легколапа, Сычезвёзд, Таволга, Мышезубка, Дубоход, Ночнохвост.
  - Стая Хлыста, Небосклон.

- Настоящее:
  - Грозовое племя: Сероус, Сумрак, Медуница, Долголап, Копуша, Крутобок, Ежевика, Пепелица, Долгохвост, Белохвост, Бурый, Дым, Кисточка, Яролика, Синяя Звезда, Пестролистая, Терновник, Синеглазка, Уголёк.

- Новое Небесное племя:
  - Веснянка, Птицекрыл, Трилистница, Остроглаз, Листвяная Звезда, Чернобок, Эхо, Ливень, Цветоглазка, Шмелик, Мятлик, Полынь, Крошка, Припыжка, Кременёк.

## Отзывы
Рецензент из Children’s Literature дал очень положительный отзыв, назвав книгу «фантастическим продолжением» серии «Коты-Воители», и ближе к концу обзора критик сказал, что «Миссия Огнезвёзда» показала, что книги серии эволюционировали «от просто развлекательных к размышлениям». Обзор Booklist отметил большую длину книги, а также похвалил миссию и новых персонажей, представленных в книге. Publishers Weekly также дал положительный отзыв, написав: «Поклонники серии с радостью погрузятся в поиски Огнезвёзда, последнее издание бестселлеров Эрин Хантер».